# Giddalur
Giddalur est une ville du district de Prakasam dans l'État de l'Andhra Pradesh en Inde. En 2011, sa population est de 36 150 habitants.